# ینگجه سادات
ینگجه سادات یک روستا در ایران است که در دهستان هرزندات غربی واقع شده‌است. ینگجه سادات ۱۲۵۰ نفر جمعیت دارد.